# 平岡敬人
平岡 敬人（ひらおか たかと、1995年8月6日 - ）は、兵庫県神崎郡神河町出身の元プロ野球選手（投手）。右投右打。

## 経歴

### プロ入り前
神河町立寺前小学校2年生の時に大河内ガッツボーイズで野球を始める。神河町立大河内中学校では軟式野球部に所属し。
育英高等学校で硬式野球に転じたが、高校時代には控え投手で成績を残せずトレーナー志望であったところを、中部学院大学硬式野球部監督の原克隆の勧めで同大へ進学する。大学では2年生の秋に最速152km/hを記録したが、3年生の秋に右肩関節唇を負傷。4年生の春に復帰したものの岐阜学生野球連盟リーグ戦での通算成績は3勝にとどまった。

### 広島時代
2017年のNPBドラフト会議で広島東洋カープから6位指名を受け、契約金2500万円、年俸500万円（金額はいずれも推定）で契約した。12月13日にドラフト指名選手の入団会見が行われ、背番号は68と発表された。
2020年11月4日、プロ3年間で一軍昇格が無いまま戦力外通告を受け、12月2日に自由契約選手として公示された。

### 広島退団後
その後は12球団合同トライアウトに参加し、新庄剛志を二ゴロに打ち取るなど打者3人に対し無安打1四球だったが、他球団からの獲得のオファーは無く現役を引退、2021年1月に一般企業へ就職する。

## プレースタイル・人物
速球の最速は最速152km/h。担当スカウトの松本奉文は「186cmの身長を活かした角度のある直球が持ち味」と評価している。
ドラフト指名直後は同じくプロ志望で指名漏れしたチームメイト2人を気遣って口数も少なかった。その気持ちを察した原克隆監督が「本当にマジメで優しい子ですし、それがいいところでもあれば、時には弱気に見えることがある。これまでは私が厳しく言ってきましたけど、プロは自分でやらなければクビになる世界。ここからが本当の勝負だと思ってやってほしい」とエールを送った。

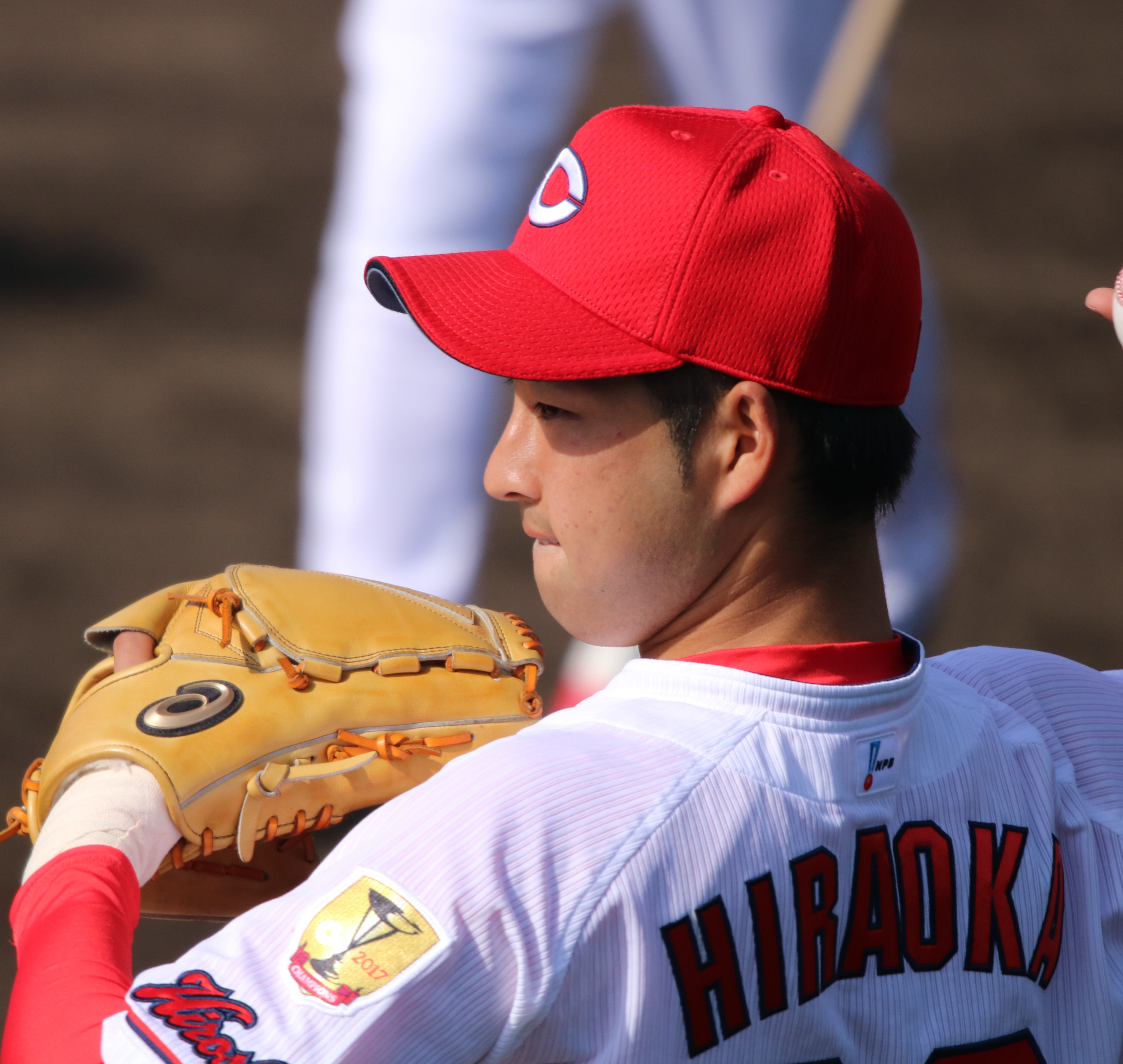
2018/2/8　春季キャンプ(東光寺球場)

目標とする投手は「誰もが知っている投手なので」と球団OBの黒田博樹を挙げた。
女優であるのんとは小中学校で2学年先輩にあたり、平岡は「小学校は登下校はいつも一緒でした」と回想している。

## 詳細情報

### 年度別投手成績
- 一軍公式戦出場なし

### 背番号
- 68 （2018年 - 2020年）